# Felix von Thümen

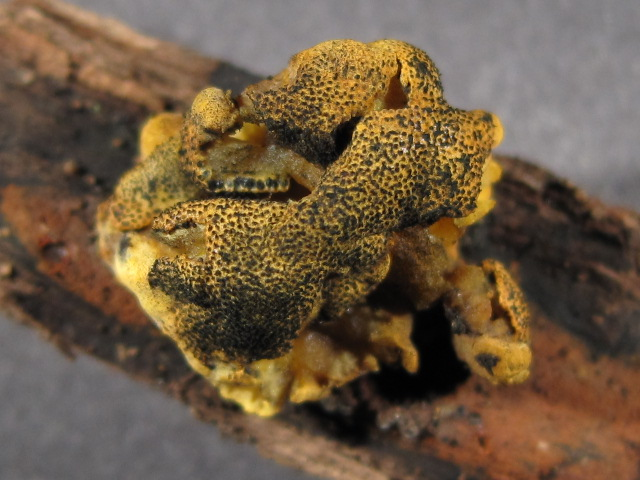
Thuemenella cubispora tillhör ett släkte som uppkallats efter von Thümen.

Felix Karl Albert Ernst Joachim baron von Thümen-Gräfendorf, född den 6 februari 1839 i Dresden, död den 13 oktober 1892 i Teplitz-Schönau var en tysk botaniker och mykolog.
Auktorsnamnet Thüm. kan användas för Felix von Thümen i samband med ett vetenskapligt namn inom botaniken; se Wikipediaartiklar som länkar till auktorsnamnet.

## Levnad
Felix var son till Albert Ferdinand von Thümen (1802-1841) och Wilhelmine Friederike von L’Estocq (-1889). Han studerade vid gymnasiet i Dresden och gick in i den preussiska armén 1858, men fick året därå, efter ett fall från en häst, avbryta den militära karriären för att i stället förvalta sitt lantgods. Detta fick han dock sälja 1865, varefter han vände sig till botaniken och ägnade sig, ledd av Ludwig Reichenbach, främst åt studier av svampar och, senare, växtpatologi (speciellt svampsjukdomar hos fruktträd och vinrankor). 1876 blev han adjunkt vid den kemiska-fysiologiska forskningsstationen i Klosterneuburg, en tjänst han behöll livet ut. Han hade stor frihet i sitt val av bosättning och bodde i såväl Wien och Görz som Berlin.
Som mykolog ägnade han sig även åt studier av svampsamlingar från hela världen och publicerade sig då främst i "utländska" tidskrifter som den amerikanska Bulletin of the Torrey Botanical Club och den engelska Grevillea. Han gav också ut exsickat-serierna Fungi austriaci exsiccati (1871-1875), Herbarium mycologicum oeconomicum (1873-1880) och Mycotheca universalis (1875-1884).
Han gifte sig 1860 med Bertha Elisabeth Tuscany och paret fick två söner och två döttrar.

## Verk
- Die Pilze des Weinstockes, 1878.
- Melampsora salicina, der Weidenrost, 1881.
- Die Blasenrost-Pilze der Coniferen, 1881.
- Die Pilze der Obstgewächse, 1888.

## Eponym
Släktet Thuemenella (samt de idag som synonymer betraktade Thuemenia och Thuemenidium) och arterna Hypocrea thuemenelloides, Hypocrea thuemenellosulphurea, Blastophoma thuemeniana, Meliola thuemeniana, Montagnula thuemeniana, Puccinia thuemeniana, Byssonectria thuemenii, Entomosporium thuemenii, Erysiphe thuemenii, Farysia thuemenii, Gloeosporium thuemenii, Macalpinomyces thuemenii, Phyllosticta thuemenii, Puccinia thuemenii, Uredo thuemenii och Zetiasplozna thuemenii är uppkallade efter Felix von Thümen.